# Kadabeesanahalli, Bangalore South
Kadabeesanahalli là một làng thuộc tehsil Bangalore South, huyện Bangalore Urban, bang Karnataka, Ấn Độ.